# 尧渡河路
尧渡河路，安徽省合肥市包河区的一条城市支路，得名自流经东至县的尧渡河。道路东起南淝河路，穿越安徽国际五金机电商贸城后止于当涂路。合肥轨道交通4号线与6号线的换乘站尧渡河路站即以此路为名。

## 轨道交通
- █ 4号线  █ 6号线：尧渡河路站